# Musée ferroviaire de Wurtzbourg
Le musée ferroviaire de Wurtzbourg (Eisenbahnmuseum Würzburg) est un musée ferroviaire de la Deutsche Gesellschaft für Eisenbahngeschichte (Société allemande pour l'histoire ferroviaire) à Wurtzbourg, dans le Land de Bavière.

## Histoire
Le site du musée de la DGEG est né dans les années 1980 d'un groupe local du dépôt de locomotives de Wurtzbourg (BSW). Les employés et anciens cheminots du dépôt s'organisent pour travailler pendant leur temps libre à la préservation et à la rénovation des véhicules ferroviaires historiques. En 1984, la 52 7409, une locomotive à vapeur typique de Franconie, est achetée à Linz, en Autriche. La machine est entièrement démontée et remise en service après plus de 20 000 heures. Elle est utilisée régulièrement lors de voyages spéciaux depuis juillet 1998.
Une ancienne locomotive diesel de Wurtzbourg, la V 100 1200, retirée en 2002, est mise en service en 2009 après avoir été rénovée. Le site dispose également d'un certain nombre de petites locomotives de type Köf, qui sont utilisées pour les manœuvres sur le site.

## Collection
Locomotives
- Locomotive à vapeur BR 52 pour train de marchandises 52 7409, construite en 1943 par Lokomotivfabrik Floridsdorf[1].
- Locomotive diesel V 100 1200, construite en 1963 par Henschel à Kassel[2].
- Petite locomotive diesel Köf, construite en 1959 par Arnold Jung Lokomotivfabrik[3].
- Petite locomotive diesel 323 811-0, construite en 1960 par Jung.
- Petite locomotive diesel 46443, construite en 1947 par Deutz à Cologne.
- Locomotive ferroviaire locale OL 1, construite en 1940 par Gmeinder, Mosbach.

Wagons
- quatre Donnerbüchsen, construites en 1927, 1929 (deux), 1930.
- trois voitures de conversion des années 1950
- Voiture-restaurant, construite en 1929
- Voitures à bagages, voitures de passagers temporaires, voitures d'entreprise, voitures facultatives, diverses années de construction
- Silberling, construit en 1962
- trois wagons de train express des années 1950 et 1960
- cinq wagons de marchandises couverts des années 1960
- trois voitures de gare
- deux wagons de chantier des années 1950
- Caravane, construite en 1931
- Véhicule d'équipement auxiliaire standard, construit en 1964